# Fujiwara no Muchimaro

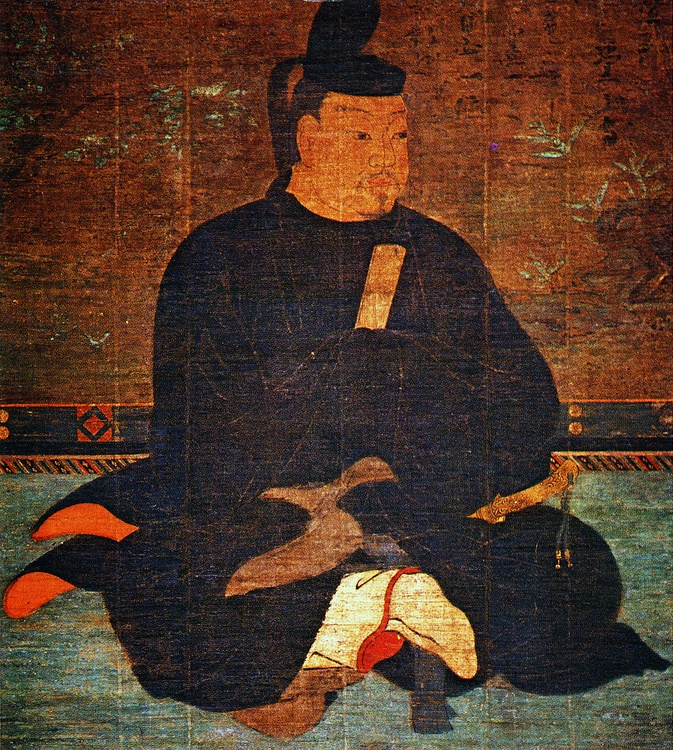
Fujiwara no Muchimaro

Fujiwara no Muchimaro (Japans: 藤原武智麻呂) (680 - 737) was een Japanse politicus uit de Asukaperiode en Naraperiode. Hij was de oudste zoon van Fujiwara no Fuhito, de stichter van de Fujiwara-clan, en stichtte de Nanke, een kuge (hoge adel) familie. Zijn moeder was Soga no Shosi, een dochter van Soga no Murajiko. Hij trouwde met een kleindochter van Abe no Miushi, en zij baarde hem twee zonen Fujiwara no Toyonari en Fujiwara no Nakamaro. Zijn dochters trouwden onder andere met keizer Shomu en Fujiwara no Fusasaki.